# Spencer (miasto w stanie Nowy Jork)
Spencer – miasto w Stanach Zjednoczonych, w stanie Nowy Jork, w hrabstwie Tioga.